# Sergej Nikolajevič Bulgakov
Sergej Nikolajevič Bulgakov (rusko Серге́й Никола́евич Булга́ков), ruski pravoslavni teolog, filozof in ekonomist, * 28. julij 1871, Livni, Orjolska oblast, Rusija, † 12. julij 1944, Pariz, Francija.
Velja za enega pomembnejših ruskih religioznih mislecev. V mladosti je sledil marksizmu, vendar postopoma prešel v pravoslavje, ki mu je priznal vodilno vlogo v ruskem duhovnem in družbenem življenju. V teologiji je razvil nauk o Božanski modrosti kot posrednici med Bogom in stvarstvom. 

## Življenje

### Zgodnje življenje
Sergej Nikolajevič Bulgakov se je rodil leta 1871 v Livniju v srednji Rusiji. Njegova družina je bila zelo verna, njegov oče je bil pravoslavni duhovnik. 
Šolati se je začel v semenišču, nadaljeval na gimnaziji v Jelecu, kasneje pa se je posvetil študiju prava in politične ekonomije na Moskovski univerzi, kjer je diplomiral leta 1894. 
V času šolanja v semenišču se je Bulgakov začel zanimati za marksizem z njegovimi skoraj religioznimi teorijami za rešitev socialnega in ekonomskega vprašanja. Bil je uspešen in spoštovan med somišljeniki, vendar ga je začelo vedno bolj zanimati za meščansko filozofijo - natančneje - Kantov humanizem z novim načinom spoznavanja, ki upošteva človeka. Leta 1901 je izdal knjigo Kapitalizem in kmetijstvo, v kateri ni več trdno prepričan v veljavo marksizma. Vedno bolj se je v svojih razmišljanjih obračal od nemške filozofije k tradicionalni ruski duhovnosti obogateni z novimi političnimi idejami in rešitvami. Istega leta je imel predavanje o Dostojevskem v Kijevu, tam pa je zasedel tudi stolico politične ekonomije na tamkajšnjem Politehničnem inštitutu. Pod vplivom različnih ruskih verskih mislecev/pisateljev kot so Tolstoj, Dostojevski in Vladimir Solovjov in predvsem preko pogovorov s Tolstojem je ponovno našel stik z vero. 
Leta 1903 je izšel zbornik esejev Od marksizma k idealizmu, ki že razkriva vpliv Dostojevskega na njegovo mišljenje. Leta 1906 je postal profesor politične ekonomije na Moskovskem univerzitetnem inštitutu za trgovino. Pisal je veliko člankov, esejev in študij o političnih teorijah, v njem pa se je vedno bolj odpirala povezava idealizma s krščanstvom, podobno se je dogajalo tudi z mnogimi predstavniki tedanje mlade ruske inteligence, ki se je oddaljevala od marksizma. Namesto etičnega idealizma, ki je bil značilen predvsem za Tolstoja, ga je navdahnil predvsem ontološki idealizem Solovjova, ki je znal povezati platonsko izročilo z nemškim idealizmom in rusko duhovnostjo. 

### Medrevolucionarna leta
Leta 1907 je bil izvoljen kot neodvisni krščanski socialist v Drugo Dumo. Leta kasneje se je ponovno poglobil v vero, od katere se je v prejšnjih letih oddaljil. Leta 1912 je izdal svojo doktorsko tezo z naslovom Filozofija ekonomije (Философия хозяйства), v kateri je obravnaval ekonomijo v širšem smislu, kot sinonim vsake ustvarjalne dejavnosti. Religiozne teme so ga vedno bolj privlačile, zato se je tudi odpovedal pripravi drugega dela Filozofije gospodarstva. Tako je leta 1917 izšlo njegovo prvo delo z religiozno tematiko Nevečerna luč (Свет Невечерний), v katerem je ob podpori prijatelja Pavla Florenskega prikazal razvoj vseedine misli, ki jo je začel njun učitelj Solovjev. 
Leta 1918 je bil Bulgakov posvečen v duhovniški stan pravoslavne cerkve, zaradi česar je izgubil mesto rednega profesorja politične ekonomije na Moskovski univerzi. Bulgakov je zavračal oktobrsko revolucijo, na katero se je odzval tudi z delom Gostija bogov (На пиру богов", 1918), ki spominja na Solovjovo knjigo Trije razgovori. Med rusko državljansko vojno se je umaknil na Krim, kamor je odšla njegova družina. Učil je v Simferpolu do leta 1920, ko so boljševiške enote zasedle tudi te predele. Ponovno je bil odpuščen od poučevanja, v tem času pa sta nastali dve njegovi metafizični deli: Filozofija imena (Философия имени, 1920) in Tragedija filozofije (Трагедия философии, 1920). V slednji je obravnaval odnos filozofije do dogmatike. Ugotovil je, da so lahko krščanski pogledi izraženi le z dogmami. Kasneje so bila njegova dela posvečena dogmatični teologiji.
30. decembra 1922 je boljševiška vlada iz Sovjetske zveze izgnala okoli 160 pomembnih intelektualcev, med katerimi je bil tudi Bulgakov.

### Bulgakov v Parizu
Po letu 1923 je bival najprej v Carigradu, nato pa v Pragi, kjer je postal profesor cerkvenega prava in teologije na Ruskem raziskovalnem inštitutu. Leta 1925 pa je pristal v Parizu, kjer je sodeloval pri ustanovitvi pravoslavnega Inštituta svetega Sergeja, na katerem je poučeval dogmatiko. Zadnjih dvajset let svojega življenja je posvetil razvijanju sofiologije, filozofsko-teološke smeri, ki temelji na konceptu "sophie" (grško: σοφία, modrost), njegovim idejam pa so nasprotovali številni pravoslavni teologi. Umrl je 12. julija 1944 zaradi raka na grlu. Njegovo zadnje delo Janezova Apokalipsa (Апокалипсис Иоанна) je bilo posvečeno apokalipsi in sicer gre za komentar h Knjigi razodetja, ki je bila izdan šele po njegovi smrti, leta 1948.

## Ekonomska misel in sofiologija
Krščanska ekonomija Sergeja Bulgakova nudi pomožno razumevanje ekonomskih postopkov materializma v obojem - marksizmu in kapitalizmu. Bulgakov ni nasprotoval opisnosti gospodarskega materializma, saj oba, marksizem in kapitalizem, opisujeta padec človeštva. Ni pa se strinjal s predpisujočimi lastnostmi gospodarskega materializma. Nobeden od njiju ne zmore zagotoviti tega, kar lahko krščanstvo: svobodo posameznika, da preseže materialno naravo in jo združi z Bogom in sicer v sodelovanju s Sofijo, prispodobo za modrost navdihnjeno od Boga. Namesto tega je marksizem postal vera človeštva, ki nudi odrešitev človeštva v sodelovanjem s proletarskimi protesti proti ekonomski svobodi. Za Bulgakova je bila odločitev enostavna - človeštvo lahko sledi nauku marksizma in gospodarskega materializma, a je podvrženo lažnemu evangeliju, lažnemu razumevanju človeštva, nauku o Antikristu, ali pa lahko sledi krščanstvu, ki spodbuja svobodo človekove gospodarske potrebe in Jezusovo vstajenje. 
Poznavalka ruske religiozne misli Bernice Glatzer Rosenthal o Bulgakovu pravi: »Evangeliji ne označujejo svobode v in preko gospodarstva, temveč iz gospodarstva. Ekonomizem je gospodarska ječa človeka, ampak krščanstvo oklicuje višjo svobodo: oznanja šibkost, ne moči; revnost, ne bogastva; sveto neumnost, ne pa modrosti tega stoletja »ekonomskih čarovnij« . Po Bulakovu ima človek izbiro, kako bo udejanjil svojo svobodo:  ali po božji podobi, ali pa postane hudičevo orodje v njegovi jasni ločitvi od Boga. Izbira je med Kristusom in Antikristom. Bulgakov se je odločil za Kristusa, potem ko se je odrekel ateističnemu marksizmu za rusko pravoslavno krščanstvo in se odločil za posvečenje leta 1917, kar je bil zadosten razlog za dosmrtno izgnanstvo. 
V svojem življenju je do potankosti razvil filozofsko-teološki sistem sofiologije, ki naslavlja težave stvarjenja sveta in poudarja enotnost vseh stvari, ki jih ureja Božanska modrost (София).

### Kontroverznost sofiologije
Bulgakov je bil zaradi svoje verzije sofilogije obtožen krivoverstva na več okrnjenih sinodah v izgnanstvu, zato se je le s težavo branil. 
Glavna težava je bila organiziranost Ruske pravoslavne Cerkve v izgnanstvu obstajale tri struje ti. bele emigracije, ki so se sicer odtujile od uradne Ruske pravoslavne Cerkve v Sovjetski zvezi, potem ko je leta 1927 moskovski metropolit Sergej izrazil neomejeno zvestobo komunističnemu režimu:

1. Ruska pravoslavna Cerkev v SZ pod metropolitom Sergejem I. Moskovskem, ki pa je bila pod hudim pritiskom boljševikov;

2. Ruska pravoslavna Cerkev v tujini (Ру́сская Правосла́вная Це́рковь Заграни́цей) pod metropolitom Antonijem;
	
3. Ruska cerkev v Zahodni Evropi (Западноевропейский экзархат русских приходов) pod metropolitom Evlogijem, ustanovljena 1931. Tej je od ustanovitve pripadal Bulgakov.

Leta 1935 je bil spor med Zahodnoevropsko rusko cerkvijo in ROCOR zglajen, vendar pa so si leta 1936 ponovno prišli navzkriž, najverjetneje zaradi razlage sofiologije.

## Politični nazori
Ni splošnega soglasja o konzervarivnosti Bulgakova in pogojenosti njegovih socialno naprednejših idej. Njegov sošolec je rekel, da so ga klicali »šovinističen monarhist«, in da se ni udeleževal skupinskih razprav. Skupaj s Petrom Struvejem sta ustanovila ilegalno liberalno "Zvezo osvoboditve", iz katere se je kasneje razvila "Ustavna demokratska stranka", največja opozicijska stranka v Rusiji v letih 1906 in 1907. Bulgakov je zapustil skupino, ker je bila preveč nekrščanska, in se priključil liberalnim nacionalistom in socialističnim kristjanom. Po tem je bil Bulgakov bolj predan pravoslavnemu krščanstvu, skozi katerega je eklektično motril in sprejemal ideje politično sicer  razhajajočih prepričanj liberalizma, konzervatizma in tudi socializma.

## Dela
- Kapitalizem in kmetijstvo (1901)
- Od marksizma k idealizmu (1903)
- Filozofija ekonomije (Философия хозяйства, 1912)
- Nevečerna luč (Свет Невечерний, 1917)
- Gostija bogov (На пиру богов", 1918)
- Filozofija imena (Философия имени, 1920)
- Tragedija filozofije (Трагедия философии, 1920)
- Sofiološka trilogija, ki je posvečena Mariji (Goreči grm, 1927), Janezu Krstniku (Ženinov prijatelj, 1929) in angelom (Jakobova lestev, 1929)
- Pravoslavje (L’Orthodoxie, 1932)[6]
- Trilogija O Bogočloveškosti (O Bogočelovečestve), ki jo sestavljajo Jagnje Božje (Агнец Божий, 1933), Tolažnik (1936) in Jagnjetova Nevesta (1945)
- Janezova Apokalipsa (Апокалипсис Иоанна, 1948)

### Prevedeno v slovenščino
- Tragedija filozofije: filozofija in dogma (2006). Celje: Celjska Mohorjeva družba.
- Filozofija ekonomije: svet kot ekonomija (2015). Ljubljana: KUD Logos.